# Pablo Hütt García
Pablo Hütt García (León de Los Aldama, México 25 de marzo de 1989) es un exfutbolista y modelo mexicano-alemán y costarricense que jugó como delantero centro.

## Trayectoria

### C.S Municipal
Su debut como futbolista profesional se produjo el 25 de julio de 2010 con el C.S Municipal contra Universidad de San Carlos, ingresó de cambio al minuto 46 en la victoria 4-0. Tuvo su debut en la Liga de Campeones de la Concacaf el 24 de septiembre de 2010 contra Joe Public FC, ingresó de cambio al minuto 87 en la victoria 2-3. Su segunda participación fue contra Club Santos Laguna, ingresó al terreno de juego al minuto 75 en la derrota 6-1.

### Partidos en clubes de México
El 1 de julio de 2012 regresó a suelo mexicano, firmando con el Atlético Reynosa, meses después de desvinculó del equipo uniéndose en 2013 con el Cruz Azul Hidalgo. Su debut con los cementeros ocurrió el 20 de enero de 2013 contra Celaya FC, ingresó de cambio al minuto 68 con la derrota 3-4. Después de su debut tuvo la oportunidad de ser alineado como titular contra C.F La Piedad, al minuto 59 abrió el marcador 0-1, disputó 77 minutos en la victoria 0-1. Tuvo participación en la Copa México, el 20 de febrero de 2013 se enfrentó ante el San Luis FC, ingresó en la parte complementaria al minuto 46, marcó un triplete a los minutos 53', 63', 79' logrando obtener la victoria 4-0.
El 1 de julio de 2014 se unió al Atlético Reynosa en condición de préstamo, desvinculándose en diciembre. El 1 de enero de 2015 se unió a los Tiburones Rojos de Veracruz, con el que solamente tuvo 3 partidos con el equipo, disputando la Copa México.

### Retirada deportiva
El 1 de agosto de 2015 se unió al A.D Chalatenango en suelo salvadoreño, se mantuvo con los alacranes durante dos temporadas, desvinculándose el 22 de diciembre de 2017 y por último su retiro del fútbol.

## Clubes
| Club                                   | País        | Año       |
| -------------------------------------- | ----------- | --------- |
| Tecamachalco                           | México      | ?         |
| C. S. Municipal                        | Guatemala   | 2010-2012 |
| Once Deportivo F. C. (Préstamo)        | El Salvador | 2011-2012 |
| Atlético Reynosa                       | México      | 2012      |
| Cruz Azul Hidalgo                      | México      | 2013-2015 |
| Atlético Reynosa (Préstamo)            | México      | 2014      |
| Tiburones Rojos de Veracruz (Préstamo) | México      | 2015      |
| Atlético Reynosa                       | México      | 2015      |
| A. D. Chalatenango                     | El Salvador | 2015-2017 |

## Vida privada
Es nieto del exfutbolista Toño Hütt de origen costarricense-alemán. Después de su paso futbolístico incursionó como actor con un rol secundario en la serie mexicana de Netflix Club de Cuervos.